# خوزه سینوال
خوزه سینوال (انگلیسی: José Sinval؛ زادهٔ ۶ آوریل ۱۹۶۷) بازیکن سابق فوتبال اهل برزیل است که در پست مهاجم عمدتا در باشگاه‌های سوئیس و اسپانیا بازی می‌کرد که در حال حاضر در سوئیس مربی است.